# Vladímir Bobreshov
Vladímir Ivánovich Bobreshov –en ruso, Владимир Иванович Бобрешов– (Vorónezh, URSS, 14 de abril de 1968) es un deportista ruso que compitió para la Unión Soviética en piragüismo en la modalidad de aguas tranquilas, ganó cinco medallas en el Campeonato Mundial de Piragüismo entre los años 1989 y 1993.

## Palmarés internacional
| Representando a la URSS |                        |                   |             |
| Campeonato Mundial      |                        |                   |             |
| Año                     | Lugar                  | Medalla           | Evento      |
| 1989                    | Plovdiv (Bulgaria)     | Medalla de oro    | K4 10 000 m |
| 1989                    | Plovdiv (Bulgaria)     | Medalla de plata  | K2 1000 m   |
| 1990                    | Poznań (Polonia)       | Medalla de oro    | K4 10 000 m |
| 1990                    | Poznań (Polonia)       | Medalla de plata  | K2 1000 m   |
| Representando a Rusia   |                        |                   |             |
| Campeonato Mundial      |                        |                   |             |
| Año                     | Lugar                  | Medalla           | Evento      |
| 1993                    | Copenhague (Dinamarca) | Medalla de bronce | K4 10 000 m |